# Albrechtičky
Albrechtičky (niem. Klein Olbersdorf) – gmina w Czechach, w powiecie Nowy Jiczyn, w kraju morawsko-śląskim. Według danych z dnia 1 stycznia 2012 liczyła 707 mieszkańców.
Według austriackiego spisu ludności z 1900 roku Albrechtičky miały 757 mieszkańców, z czego zdecydowana większość była czeskojęzycznymi katolikami.